# IV. Keresztély dán király
IV. Keresztély, dánul: Christian 4. (Frederiksborg kastély, 1577. április 12. – Rosenborg kastély, 1648. február 28.) Dánia és Norvégia királya 1588-tól haláláig.

## Ifjúsága

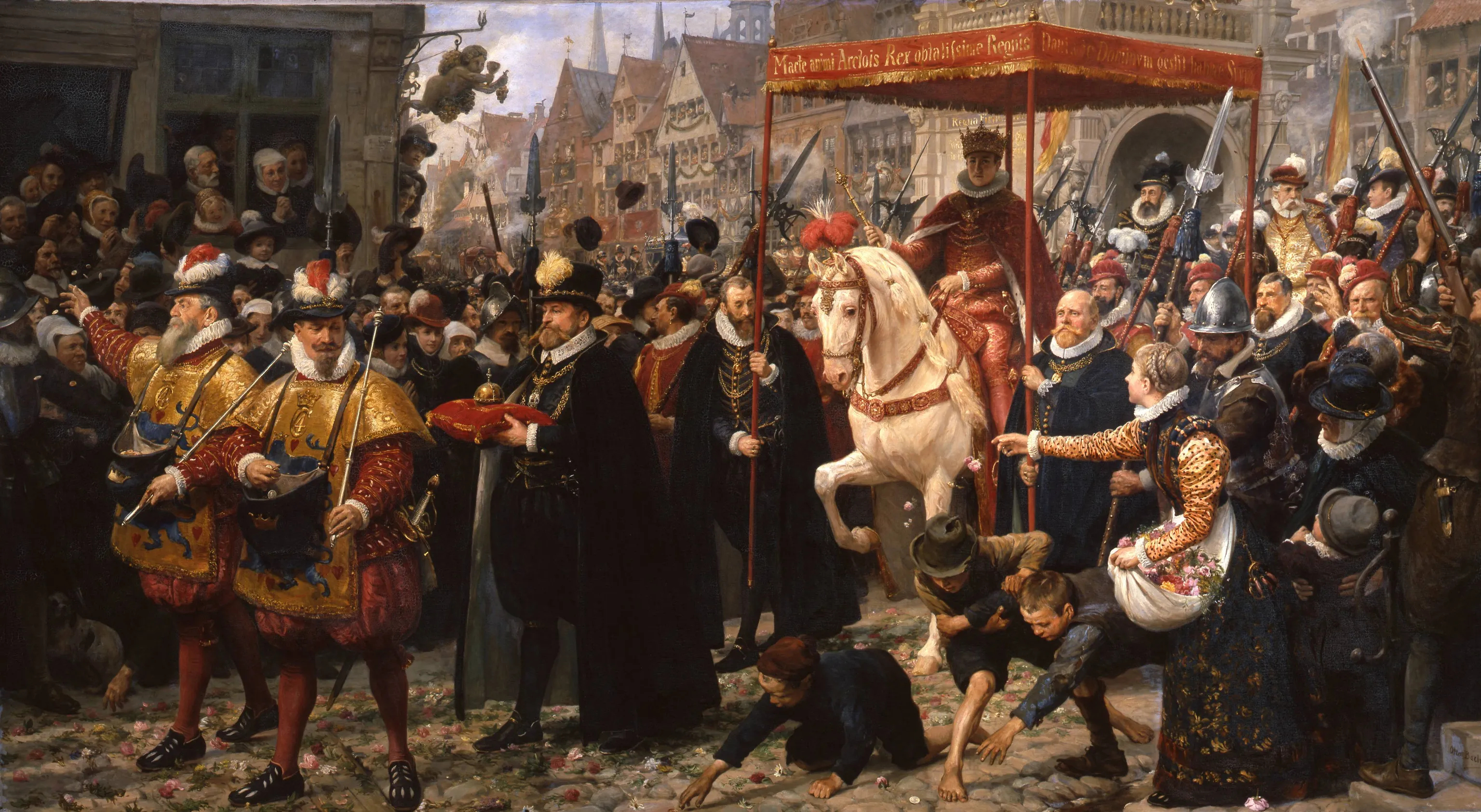
IV. Keresztély koronázása (Otto Bache képe, 1887)

Keresztély 1577. április 12-én született a Frederiksborg kastélyban, II. Frigyes dán király és Mecklenburgi Zsófia harmadik gyermekeként (és első fiaként). Anyja révén János királytól származott, így az ő személyében egyesült János vérvonala testvérével, Frigyesével (aki elűzte János fiát, II. Keresztélyt a trónról). II. Frigyes 1588. április 4-én meghalt és a mindössze 11 éves Keresztély örökölte a trónt. Ifjúkorát Koldinghus várában töltötte, ott folytatta a tanulmányait. Nagykorúvá válásáig Niels Kaas kancellár és az Államtanács kormányozta az országot. 1596. augusztus 17-én a 19 éves Keresztélyt Dánia és Norvégia királyává koronázták. Egy évvel később, 1597. november 30-án feleségül vette a brandenburgi őrgróf lányát, Hohenzollern Anna Katalint.

## Katonai és gazdasági reformok
Keresztély nagy lendülettel látott munkához és elkezdte a dán hadsereg és flotta jelentős fejlesztését. Holland mérnökök segítségével új erődök épültek. Saját elképzelései szerint alaposan átépíttette Koldinghus várát. Míg a hadiflotta 1596-ban csak 22 hajót számlált, 1610-ben már 60 hajóval rendelkezett, melyek közül néhányat maga a király tervezett. Történtek próbálkozások az állandó hadsereg felállítására is, de a háborúk idején Keresztély – akárcsak a kortárs uralkodók – rákényszerült, hogy zsoldosokat (főleg németeket és németalföldieket) fogadjon fel.
Az 1620-as évekig Európában gazdasági fellendülés volt tapasztalható, amiből Dánia is profitált. A király lépéseket tett, hogy kibővítsék a tengerentúli kereskedelmet, és az akkoriban elterjedt merkantilista nézetek szellemében támogatta az új manufaktúrák és kereskedőtelepek létesítését. A várt profit azonban elmaradt, ezért inkább új kereskedelmi útvonalak és gyarmatok létrehozására fókuszált.
1605 és 1607 között több expedíció indult Grönlandra, hogy megkeressék az elveszett viking településeket és hogy bejelentsék igényüket a szigetre. A tapasztalatlan vezetők és rossz időjárási viszonyok miatt az utak sikertelennek bizonyultak. 1619-ben Jens Munk vezetésével Észak-Amerikába küldött expedíciót a király, hogy megkeressék az Északnyugati átjárót. A dán felfedezők a Hudson-öbölben, a Churchill-folyó  torkolatánál kötöttek ki, de a hideg, az élelemhiány és a skorbut a legénység nagy részét elpusztította. 1620-ban Keresztély megbízta Ove Gjeddét , hogy alapítsa meg Dánia első gyarmatát a dél-indiai Trankebarban (ma: Tamilnádu állam, Nagapattinam körzet ) . A király engedélyezte a Dán Kelet-indiai Társaság megalapítását is.
Valamennyi Oldenburg közül IV. Keresztély töltötte a legtöbb időt Norvégiában. Számos alkalommal tett látogatást az országban, négy várost, valamint egy ezüst- és egy rézbányát alapított, és sikertelen próbálkozást tett egy vasércfeldolgozó építésére. Az 1624-es nagy tűzvész után újjáépíttette Oslót, és a várost az ő tiszteletére Christianiára nevezték át (csak 1925-ben kapta vissza a régi nevét). Nem csak az építészet irányítója volt IV. Keresztély, hanem várostervezőként korszakos jelentőségű munkái voltak. A már említett Christiania szabályos utcahálózatú tervét ő készítette, akárcsak a koppenhágai Christianshavn terveit, melyben a holland Johan Sems  térképész volt segítségére. Itt a lakóutak szintén szabályos rendben váltakoznak a raktárházak soraival és a szállítási útvonalakkal, s mindezt tengeri csatornák szelték át.

## A kalmari háború

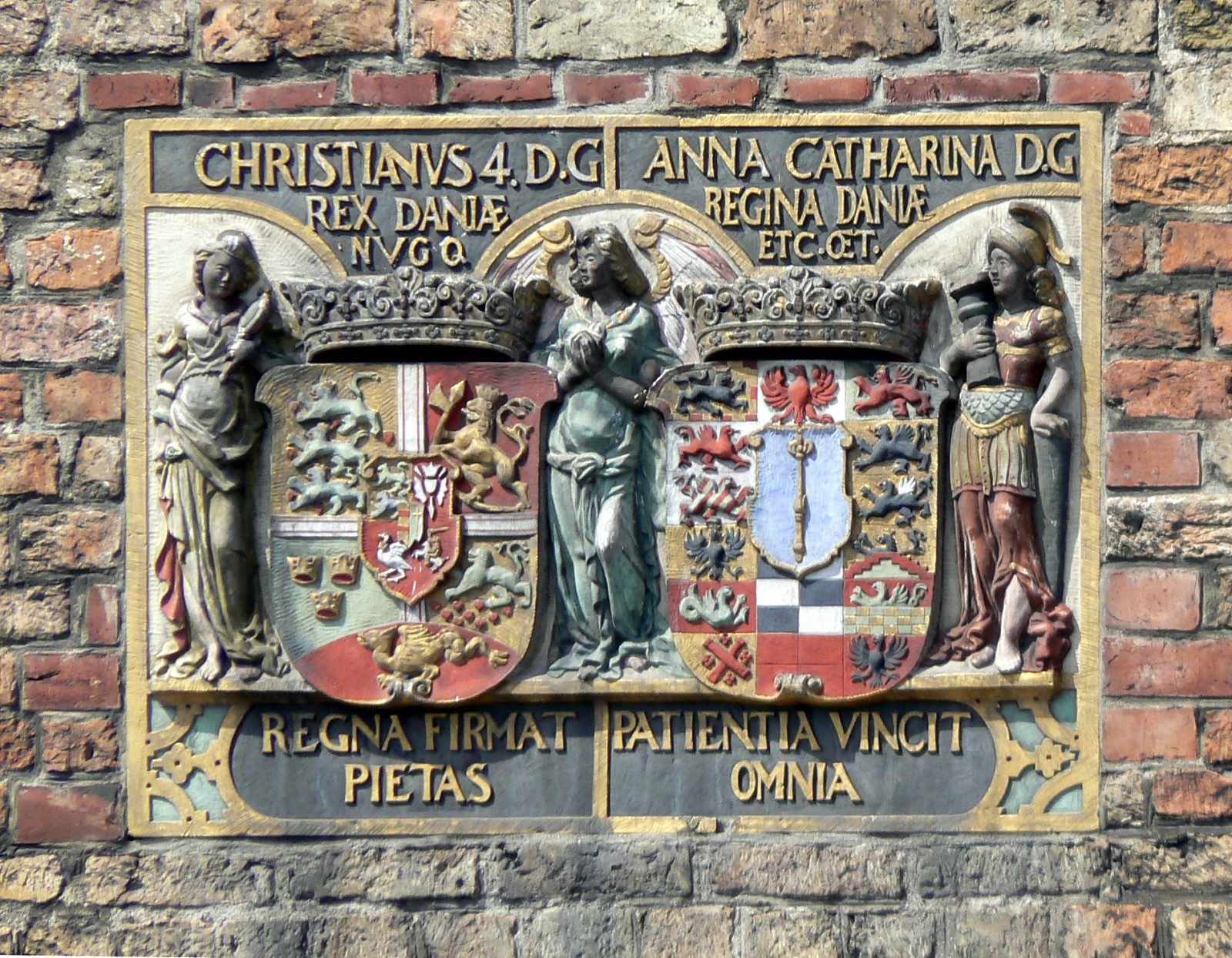
Keresztély és Anna Katalin címere

IV. Keresztélynek 1611-ben nyílt alkalma, hogy kipróbálja megreformált haderejét. A svéd király kikiáltotta magát a lappok királyának és adót kezdett szedni a formálisan Norvégiához tartozó északi területeken. Ezenkívül, hogy kikerülje az Øresund vámját, alternatív szárazföldi útvonalakat létesített. Dánia tiltakozott, majd miután a helyzet nem változott, hadat üzentek Svédországnak. A dán hadsereg a konfliktusban fölényben volt, elfoglalta Kalmar városát és a mai Göteborg kikötőjét biztosító erődöket, de képtelen volt döntő előnyt kivívni és a Stockholm elfoglalására tett kísérlete csúfos kudarccal zárult. Az 1613-as knäredi békében megerősítették Norvégia területi integritását, a svédek sarcot fizettek elfoglalt erődjeik visszaadásáért, de mentességet kaptak a tengerszoros vámjai alól.

## Dánia a harmincéves háborúban
Az 1618-ban indult el a konfliktussorozat, ami a harmincéves háborúvá terebélyesedett. Keresztély kihasználta az északnémet protestánsok riadtságát az 1620-as fehérhegyi csata után és sikerült fiatalabb fiait a brémai és verdeni püspökségek élére állítania, valamint elismertette dominanciáját Holstein fölött.

### A Császárháború

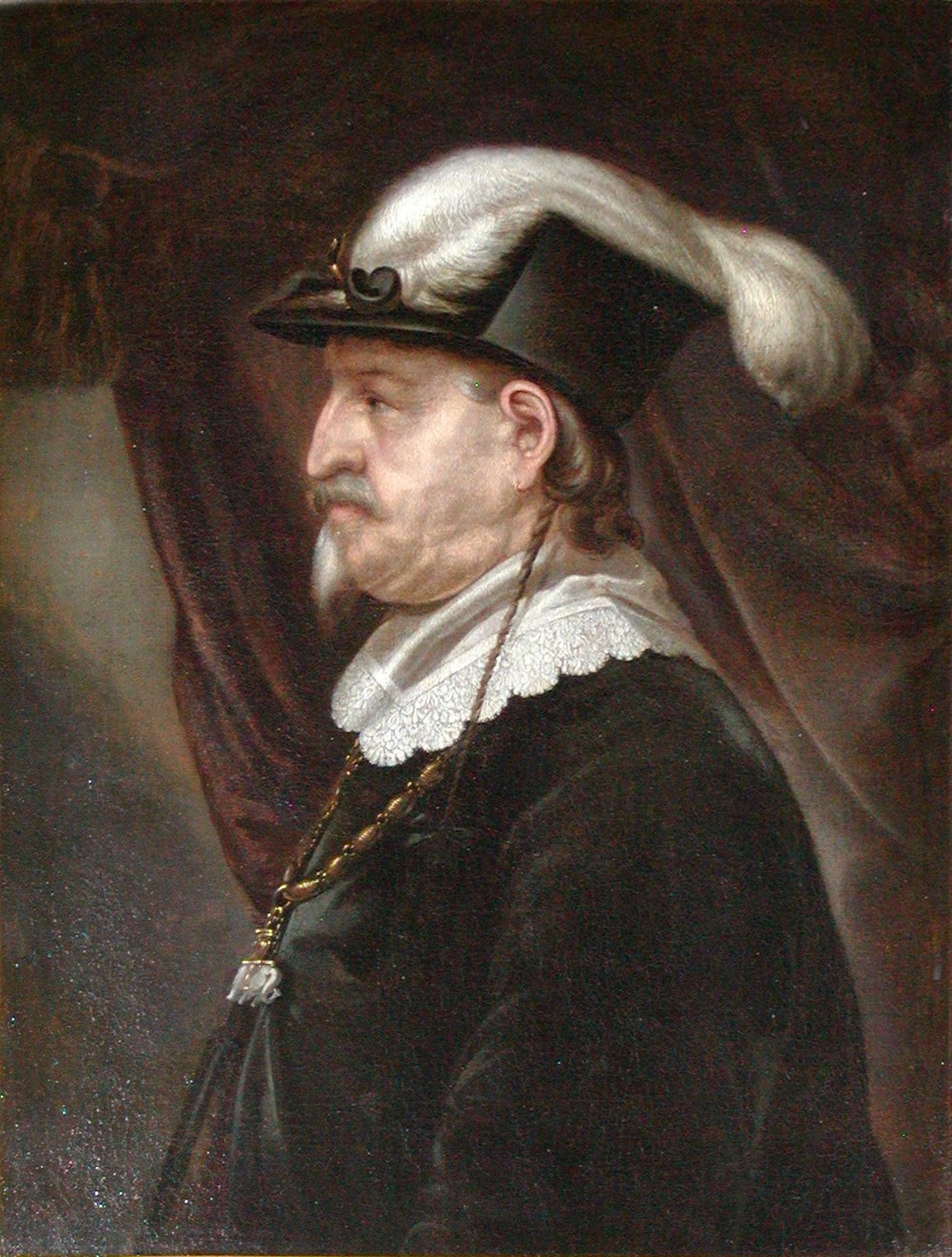
Az idős Keresztély (Karel van Mander képe, 17. sz.)

Keresztély sokáig nem vett részt közvetlenül a háborúban, de a katolikusok növekvő ereje már fenyegette Schleswig-Holsteini birtokait és attól is tartott, hogy ha a svédek belépnek a háborúba, ők lesznek a protestáns hit bajnokai és esetleg túlságosan megerősödnek a balti térségben. Ezért 1625. május 9-én hadat üzent a német-római császárnak és a hollandokkal és angolokkal szövetkezve megkezdte a dán történeti hagyományban "Császárháborúnak" (Kejserkrigen) nevezett fegyveres konfliktust.
25 ezres seregével kezdetben sikereket ért el, de 1626. augusztus 26-án a lutteri csatában a dánok döntő vereséget szenvedtek Tilly gróftól. Holland és brit részről nem érkezett segítség és 1627 nyarára Tilly és Wallenstein megszállta Schleswiget, Holsteint, valamint a teljes jütlandi félszigetet. Keresztély a svédek segítségét kérte: egyikük sem kívánta, hogy a németek még inkább megerősödjenek a Balti-tenger mentén. A közös svéd-dán flotta felmentette a Wallenstein által ostromolt Stralsundot és a tengeri dominancia hatására 1629-ben Lübeckben sikerült olyan békét kötni a császárral, ami nem járt területi veszteséggel. cserébe a dán király ígéretet tett, hogy a háború további folyásába nem avatkozik be.
A háború költségeit fedezendő, az 1630-as évek során többször megemelte a tengerszoros vámjait, ezzel viszont elidegenítette magától a hollandokat. A háborúba 1630-ban belépő svédek jelentős sikereket értek el, ezért a féltékeny Keresztély felajánlotta a császárnak, hogy közvetít a béketárgyalásokon. Közvetítőként azonban olyan mértékben a katolikusnak kedvezett, és annyira próbálta visszafogni a svédek balti befolyásának növekedését, hogy Stockholm komolyan fontolgatni kezdte egy svéd-dán háború lehetőségét, csak hogy megakadályozzák Keresztély beavatkozásait a német-római császárral folyó tárgyalásaikon. 1643 tavaszán kitört a háború a két skandináv hatalom között melyben a magas vámokon felháborodott hollandok a svédeket támogatták.

### A Torstenson-háború

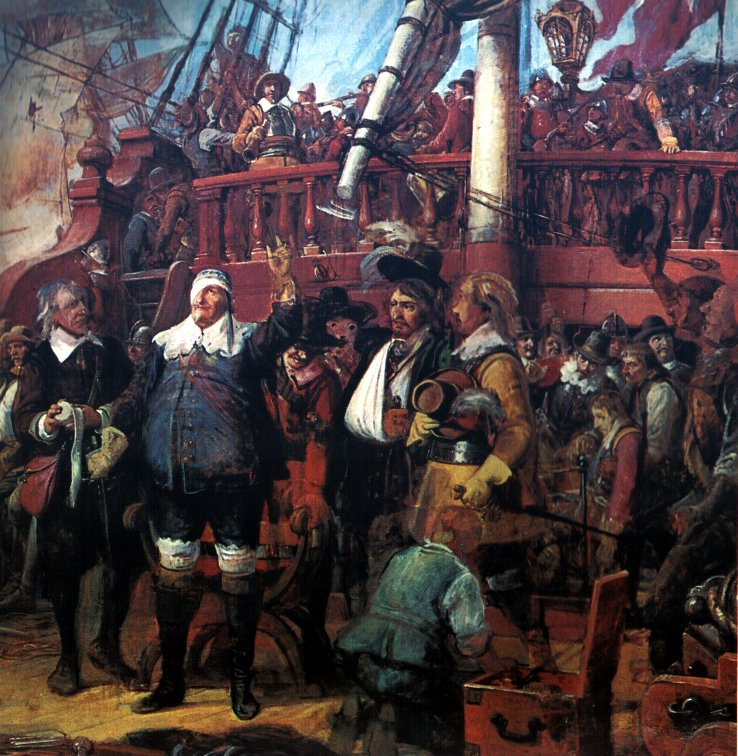
Keresztély a Kolberg Heide-i csata után (Wilhelm Marstrand képe, 1866

Pomerániai hódításaiknak köszönhetően a svédek képesek voltak egyszerre keletről és délről is támadni, miközben a holland hajókkal megerősített flottájuk kellő tengeri fölényt is biztosított. 1643 decemberében Csehországból megérkezett a Lennart Torstenson vezette svéd sereg és január végére teljes Jütlandot hatalmukba kerítették. A váratlan irányból érkező, rendkívüli gyorsasággal végrehajtott akció teljesen megbénította a dán hadvezetést. Szerencséjükre a svédek skånei támadása késett, így képesek voltak megerősíteni a kulcsfontosságú Malmöt. A dán flotta sikerrel visszaverte a hollandok hajóit és megakadályozta, hogy Torstenson átkeljen Jütlandból Fyn szigetére. 1644. július 1-jén a király maga szállt szembe a svéd flottával a Kolberger Heide-i csatában. Egy svéd ágyúgolyó találatára a mellette levő ágyú szétrobbant és Keresztély 13 sebesülést szenvedett és fél szemére megvakult. Sérülése ellenére talpra állt, és kiáltott hogy jól van és a csata végéig a fedélzeten maradt. A csata a sötétség beálltával döntetlenül végződött.
Szeptemberre az egyesített svéd-holland flotta jórészt megsemmisítette dán tengeri haderőt és a kimerült Dánia elfogadta a francia békeközvetítést. A brömsebrói békében Svédország bekebelezte Gotland és Ösel szigetét, a norvég Jämtland és Härjedalen tartományokat és 30 évre megszállta Hallandot.

## Utolsó évei
A háború után az Államtanács szerepe jelentősen megnőtt. Az idős király utolsó éveit megkeserítették vejeivel – különösen Leonóra Krisztina lányát feleségül vevő Corfitz Ulfeldttel – való vitái.
1648. február 21-én egy hordszéken Frederiksborgból a szívének kedves Koppenhágába vitette magát, ahol egy héttel később – 28-án – meghalt. A dán királyok hagyományos nyughelyén, a roskildei székesegyházban temették el. Utóda a trónon legidősebb életben levő fia, III. Frigyes lett.

## Személyisége
IV. Keresztély tipikus reneszánsz uralkodó volt, támogatta a művészeteket és udvarában számos külföldi muzsikust tartott és jól táncolt. Építkezései révén városai fejlődtek és szépültek. Jó nyelvérzéke volt, anyanyelvén kívül németül, latinul, franciául és olaszul is beszélt. Vidám, kedélyes természetű, társasági ember volt; de egyúttal szenvedélyes, lobbanékony és érzéki is. Fiatalon bátor, töretlen energiájú reformer volt, azonban ahogyan idősebb lett, megkeseredett és szembesülnie kellett átgondolatlan tetteinek következményeivel. Vesztes háborúi ellenére a nép körében mindvégig népszerű maradt.
Italkedvelő ember volt, a külföldi udvarokban is meglepődtek alkoholfogyasztása mértékén.

## Családja
Keresztély 1597. november 30-án házasodott össze Joakim Frigyes brandenburgi őrgróf lányával, Anna Katalinnal. Hét gyermekük született, ám a királyné 1612-ben meghalt. Három évvel később a király morganatikus házasságot kötött az akkor 17 éves Kirsten Munk nemeslánnyal. Ebből a házasságából 12 gyermek született. 1628-ban kiderült, hogy felesége megcsalta őt egy német tiszttel, és mikor Keresztély elkergette, Kirsten napvilágra hozta a király afférját az egyik szobalányával, Vibeke Kruséval. 1630-ban a házaspár végleg szakított egymással és Kirsten visszavonult jütlandi birtokaira. Keresztély nyíltan elismerte Vibekével folytatott viszonyát, akitől egy fia és egy lánya született.

### Gyermekei
Brandenburgi Anna Katalintól:

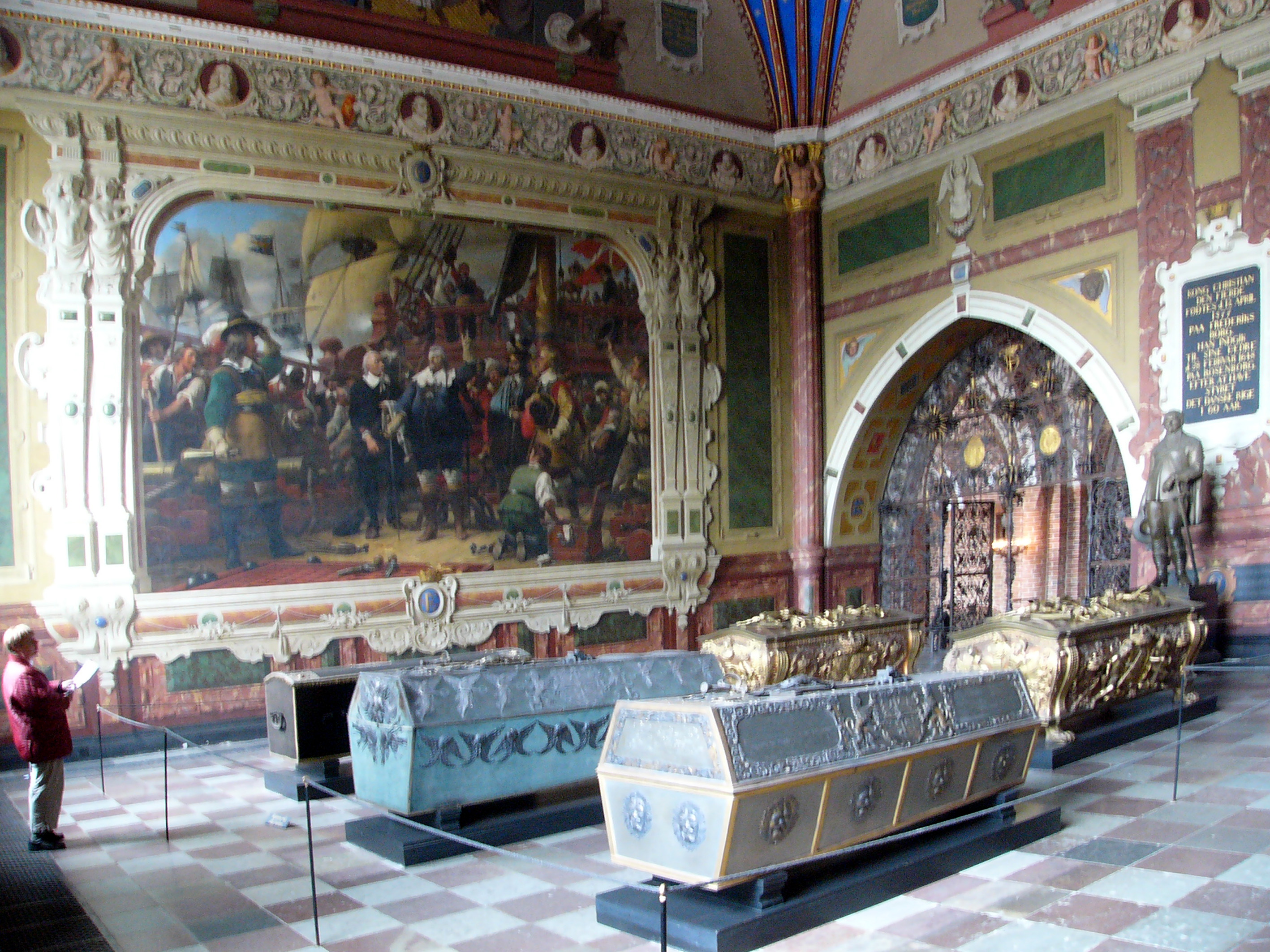
IV. Keresztély és Anna Katalin szarkofágja a roskildei katedrálisban

- Frigyes (1599. augusztus 15. – 1599. szeptember 9.)
- egy ismeretlen nevű, halvaszületett fiúgyermek (1601)
- Keresztély (1603. április 10. – 1647. június 2.)
- Zsófia (1605. január 4. – 1605. szeptember 7.)
- Erzsébet (1606. március 16. – 1608. október 24.)
- Frigyes (1609. március 18. – 1670. február 9.) Dánia és Norvégia királya
- Ulrik (1611. február 2. – 1633. augusztus 12.), Schwerin püspöke

Kirsten Munktól
- egy ismeretlen nevű, halvaszületett gyermek (1615)
- egy ismeretlen nevű, halvaszületett gyermek (1617)
- Anna Krisztiána (1618. augusztus 10. – 1633. augusztus 20.)
- Zsófia Erzsébet (1619. szeptember 20. – 1657. április 29.), ő 1634-ben hozzáment Christian von Pentz-hez
- Leonóra Krisztina (1621. július 8 – 1698. március 16.), ő 1636-ban nőül ment a 38 éves Corfitz Ulfeldt grófhoz, akinek tíz gyermeket szült

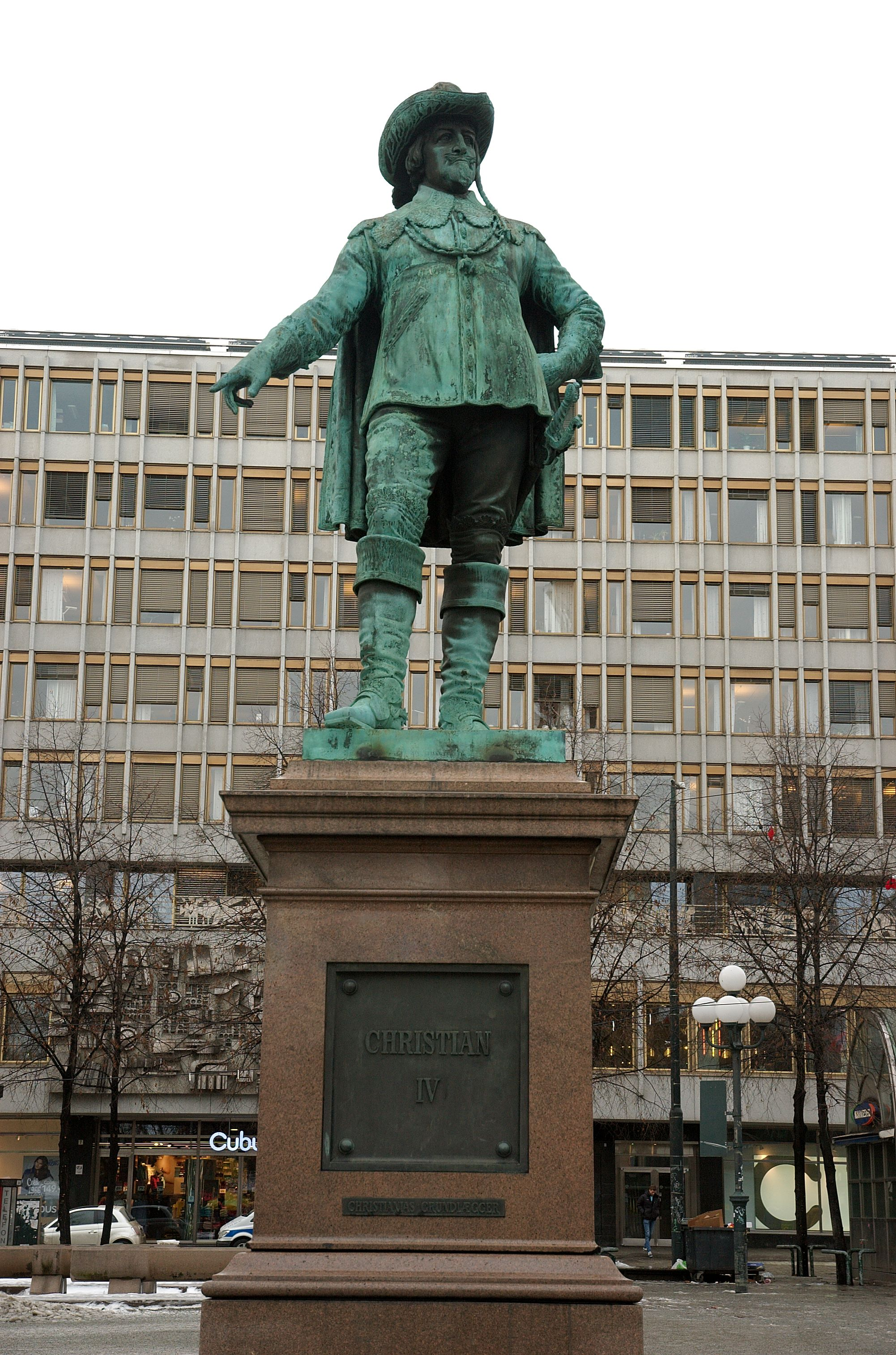
Keresztély emlékműve Oslóban

- Valdemár Keresztély (1622 – 1656. február 26.), sosem nősült meg, és gyermekei sem születtek
- Erzsébet Auguszta (1623. december 28. – 1677. augusztus 9.), ő Hans Lindenov felesége lett 1639-ben
- Frigyes Keresztély (1625. április 26. – 1627. július 17.)
- Krisztiána (1626. július 15. – 1670. május 6.), ő a 33 éves Hannibal Sehested norvég alkirály felesége lett 1642-ben
- Hedvig, Krisztiána ikertestvére (1626. július 15. – 1678. október 5.), ő is, akárcsak ikernővére, 1642-ben ment férjhez, a 42 éves Ebbe Ulfeldt-hez
- Mária Katalin (1628. május 29. – 1628. szeptember 1.)
- Dorottya Erzsébet (1629. szeptember 1. – 1687. március 18.), őt Keresztély nem ismerte el saját lányának, állítása szerint Kirsten Otto Ludwig von Salmmal való viszonyából származott. 1646-ban apáca lett

Szeretőjétől, Kirsten Madsdattertől
- Christian Ulrik Gyldenløve (1611. február 3. – 1640. október 6.)

Szeretőjétől, Karen Andersdattertől
- Dorothea Elisabeth Christiansdatter (1613–1615)
- Hans Ulrik Gyldenløve (1615–1645)

Szeretőjétől, Vibeke Krusétól
- Ulrik Christian Gyldenløve (1630. április 7. – 1658. december 11.)
- Elisabeth Sophia Gyldenløve (1633–1654)

## Fordítás
- Ez a szócikk részben vagy egészben  a   Christian IV of Denmark című angol Wikipédia-szócikk ezen változatának fordításán alapul.  Az eredeti cikk szerkesztőit annak laptörténete sorolja fel. Ez a jelzés csupán a megfogalmazás eredetét és a szerzői jogokat jelzi, nem szolgál a cikkben szereplő információk forrásmegjelöléseként.